# Casselberry
Casselberry é uma cidade localizada no estado americano da Flórida, no condado de Seminole. Foi incorporada em 1940.

## Geografia
De acordo com o United States Census Bureau, a cidade tem uma área de 19,6 km², onde 18,1 km² estão cobertos por terra e 1,4 km² por água.

### Localidades na vizinhança
O diagrama seguinte representa as localidades num raio de 8 km ao redor de Casselberry.

## Demografia
Segundo o censo nacional de 2010, a sua população é de 26 241 habitantes e sua densidade populacional é de 1 449,46 hab/km². Possui 12 708 residências, que resulta em uma densidade de 701,94 residências/km².